# Sympterygia
Sympterygia – rodzaj ryb chrzęstnoszkieletowych z rodziny Arhynchobatidae.

## Rozmieszczenie geograficzne
Do rodzaju należą gatunki występujące w wodach południowo-zachodniego Oceanu Atlantyckiego i południowo-wschodniego Oceanu Spokojnego.

## Morfologia
Długość ciała do 150 cm.

## Systematyka
Rodzaj zdefiniowała w 1837 roku para niemieckich ichtiologów Johannes Peter Müller i Jakob Henle w artykule poświęconym rodzajom rekinów i płaszczek opublikowanym w czasopiśmie Bericht über die zur Bekanntmachung geeigneten Verhandlungen der Königlichen Preussischen Akademie der Wissenschaften zu Berlin. Gatunkiem typowym jest (późniejsze oznaczenie) S. bonapartii.

### Etymologia
Sympterygia: gr. συν sun ‘razem’; πτερυξ pterux, πτερυγος pterugos ‘skrzydło, płetwa’.

### Podział systematyczny
Do rodzaju należą następujące gatunki:
- Sympterygia acuta Garman, 1877
- Sympterygia bonapartii Müller & Henle, 1841
- Sympterygia brevicaudata (Cope, 1877)
- Sympterygia lima (Poeppig, 1835)